# Somos la noche
Somos la noche (título original, en alemán: Wir sind die Nacht) es una película alemana del año 2010 del director Dennis Gansel. Se trata de un thriller con temática vampírica ambientada en Berlín con Karoline Herfurth y Nina Hoss en los papeles protagonistas. La presentación de la película tuvo lugar el 24 de octubre de 2010 en el complejo Kulturbrauerei de Berlín, y el estreno en salas fue el día 28. Wolfgang Hohlbein escribió una novela sobre la película basándose en el guion. 

## Sinopsis
El argumento de la película trata la historia de Lena (Karoline Herfurth), una veintiañera conflictiva de Berlín que sobrevive gracias a pequeños robos. Por una de sus fechorías, acaba conociendo a Tom (Max Riemelt), un joven comisario de policía que no consigue arrestarla y que además la encuentra muy atractiva. Una noche, Lena descubre una rave clandestina organizada por Louise (Nina Hoss), que a pesar de su bello aspecto es una vampiresa centenaria. Louise dirige un trío de vampiresas compuesto por ella, por la melancólica Charlotte (Jennifer Ulrich) y por la superficial y frívola Nora (Anna Fischer). Durante la fiesta, Louise, que se ha enamorado de Lena, la muerde, por lo que se convierte en vampiro. La transformación le resulta difícil a Lena, que se debate entre el disfrute de la libertad y el lujo que le permiten su nueva vida y sus nuevas compañeras, y los sangrientos excesos que cada noche cometen, además de que no corresponde el amor de Louise. El comisario Tom y su compañero Lummer (Arved Birnbaum) investigan los misteriosos crímenes, al mismo tiempo que Tom trata de ganarse a Lena. Sin embargo, el cambio de actitud de Lena y una afirmación de un testigo provocan que Tom relacione a Lena con los asesinatos. Un día, la policía irrumpe en la suite donde se alojan las vampiresas, y en la huida Nora no consigue escapar. A la mañana siguiente, Charlotte decide arder con la salida del sol, mientras Louise culpa a Lena de la pérdida de Nora que, cansada, confiesa a Tom su condición de vampiresa. Tom la protege en su casa, pero su compañero Lummer lo descubre y se llevan a los dos presos. Durante la noche, Louise asalta la prisión y los libera, llevándose a Tom con ella para hacer decidirse a Lena entre él o ella.

## Crítica

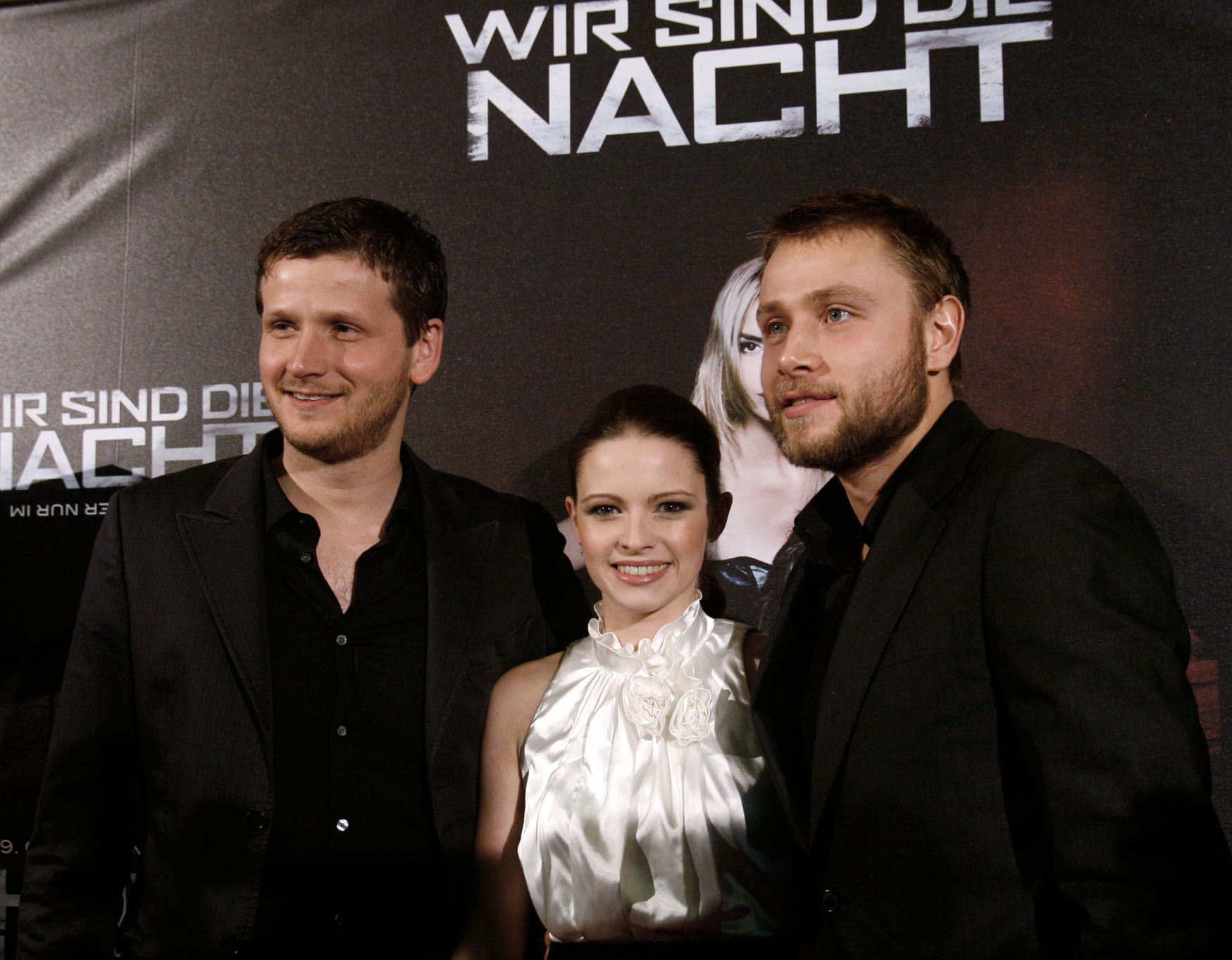
Dennis Gansel, Jennifer Ulrich y Max Riemelt en la presentación de la película en Viena.

La película recibió críticas positivas y fue catalogada por la agencia alemana de valoración de películas y medios (Deutsche Film- und Medienbewertung) con la categoría de «especialmente valiosa» (Besonders wertvoll).

## Galardones y nominaciones
- 2010: premio especial del jurado en el 43.º Festival de Cine de Sitges.[7]
- 2011: nominada en las categorías de Mejor montaje y Mejor música en los Premios del cine alemán.

## Banda sonora
Al tiempo que se estrenó la película, se publicó también una banda sonora con temas musicales que aparecen en la película. Junto a muchos artistas del campo de la música electrónica, aparecen fragmentos de la música creada por Heiko Maile para la película. El CD constaba de 17 temas, y la música completa de la película, formada por 44, se publicó para descarga digital mediante Amazon.
Lista de canciones
1. „Self-fulfilling Prophecy“ − Scala & Kolacny Brothers
2. „In Our Eyes“ (Anthony Mills Soundtrack Version) − Moonbootica
3. „Wir sind die Nacht“ − Covenant
4. „Charlotte's Death“ (Score) − Heiko Maile
5. „Nightlife“ − IAMX
6. „Lena's Metamorphosis“ (Score) − Heiko Maile
7. „Cold Song“ − Klaus Nomi
8. „Escape From The Hotel“ (Score) − Heiko Maile
9. „Dumpfe Träume“ − Ksenia Beliáyeva
10. „Miserable Girl“ − Soulwax
11. „Tief in der Nacht“ − DJ Valero
12. „IERS“ − Dirk Blümlein Terzett
13. „Land Of The Free“ − Warren Suicide
14. „Farewell My Child“ (Score) − Heiko Maile
15. „Pretty When You Cry“ − VAST
16. „Russian Whorehouse“ (Score) − Heiko Maile
17. „Big And Bad“ − Gabriel Le Mar